# IEEE 802.1
Il comitato IEEE 802.1 è un gruppo di lavoro del progetto IEEE 802 della IEEE relativo al protocollo Ethernet. Il suo lavoro riguarda:
- architettura delle reti locali (LAN)/ metropolitane (MAN)
- connessione (internetworking) fra reti 802 LAN, MAN e le reti geografiche (WAN),
- sicurezza del collegamento,
- gestione globale della rete,
- protocolli di strato superiore agli strati MAC e LLC.

## Norme IEEE 802.1
802.1 definisce le caratteristiche generali degli standard per le reti locali e metropolitane e per l'interoperabilità tra reti diverse.
| Standard | Data                       | Descrizione                                                                      |
| -------- | -------------------------- | -------------------------------------------------------------------------------- |
| 802.1a   | 2003                       | Ethertype per prototipi e protocolli non standard                                |
| 802.1b   | 2004                       | Registrazione degli Object Identifier                                            |
| 802.1D   | 1990, 1998, 2004           | Bridge di livello MAC (Spanning Tree Protocol)                                   |
| 802.1e   |                            | System Load Protocol                                                             |
| 802.1F   | 1993, 2004                 | Definizioni e procedure comuni per la gestione delle informazioni nelle IEEE 802 |
| 802.1G   | 1998                       | MAC bridging remoto                                                              |
| 802.1H   | 1997, 2001                 | Ethernet MAC Bridging nelle LAN                                                  |
| 802.1p   | confluita in 802.1D-2004   | Traffic Class Expediting and Dynamic Multicast Filtering                         |
| 802.1Q   | 1998, 2003, 2005 2011 2014 | Reti LAN virtuali VLAN                                                           |
| 802.1r   | norma ritirata (withdrawn) | GARP Proprietary Attribute Registration Protocol (GPRP)                          |
| 802.1s   | confluita in 802.1Q-2003   | Multiple Spanning Tree                                                           |
| 802.1t   | confluita in 802.1D-2004   | Aggiornamento di manutenzione della 802.1D                                       |
| 802.1v   | confluita in 802.1Q-2003   | Classificazione delle VLAN per Protocollo e Port                                 |
| 802.1w   | confluita in 802.1D-2004   | Rapid Spanning Tree                                                              |
| 802.1X   | 2001, 2004                 | Port Based Network Access Control                                                |
| 802.1AB  | 2005                       | Station and Media Access Control Connectivity Discovery                          |
| 802.1ad  | 2005, 2006                 | Provider Bridging                                                                |
| 802.1AE  | 2006                       | Sicurezza MAC                                                                    |
| 802.1af  | confluita in P802.1X-2010  | Authenticated Key Agreement for MACSec                                           |
| 802.1ag  | 2007                       | Connectivity Fault Management                                                    |
| 802.1ah  | 2008                       | Provider Backbone Bridges (PBB)                                                  |
| 802.1aj  | 2009                       | Two Port MAC Relay (TPMR)                                                        |
| 802.1ak  | 2007                       | Multiple Registration Protocol (MRP)                                             |
| 802.1ap  | 2009                       | Management Information Base (MIB) definitions for VLAN Bridges                   |
| 802.1aq  | 2005                       | Shortest Path Bridging (SPB)                                                     |
| 802.1AR  | 2009                       | Secure Device Identity (DevID)                                                   |
| 802.1AS  | 2011                       | Timing and Synchronization                                                       |
| 802.1Qat | 2010                       | Stream Reservation Protocol (SRP)                                                |
| 802.1au  | 2010                       | Congestion Notification                                                          |
| 802.1Qav | 2009                       | Forwarding and Queuing Enhancements for Time-Sensitive Streams                   |
| 802.1Qaw | 2009                       | Management of Data-Driven and Data-Dependent Connectivity Faults                 |
| 802.1Qay | 2009                       | Provider Backbone Bridge Traffic Engineering                                     |